# 武爾圖羅山
武爾圖羅山（西班牙語：Vulturó）是西班牙的山峰，位於該國東北部加泰羅尼亞，屬於前比利牛斯山山麓中卡迪山脈的一部分，該山峰海拔高度2,648米。